# ماکسیمیلیان سور
ماکسیمیلیان سور (انگلیسی: Maximilian Sauer؛ زادهٔ ۱۵ مهٔ ۱۹۹۴) بازیکن فوتبال اهل آلمان است.
از باشگاه‌هایی که در آن بازی کرده‌است می‌توان به باشگاه فوتبال آینتراخت برانشوایگ اشاره کرد.